# Хатонсвил (Западна Вирџинија)
Хатонсвил (енгл. Huttonsville) град је у америчкој савезној држави Западна Вирџинија.

## Демографија
По попису из 2010. године број становника је 221, што је 4 (1,8%) становника више него 2000. године.
| Група             | 2000.       | 2010.       |
| Белци             | 215 (99,1%) | 215 (97,3%) |
| Афроамериканци    | 0 (0,0%)    | 0 (0,0%)    |
| Азијати           | 2 (0,9%)    | 0 (0,0%)    |
| Хиспаноамериканци | 0 (0,0%)    | 5 (2,3%)    |
| Укупно            | 217         | 221         |